# Heterobasidion araucariae
Heterobasidion araucariae är en svampart som beskrevs av P.K. Buchanan 1988. Heterobasidion araucariae ingår i släktet Heterobasidion och familjen Bondarzewiaceae.   Inga underarter finns listade i Catalogue of Life.